# Oodi
Oodi är en ort (village) i distriktet Kgatleng i Botswana. 